# 5-3…無現実…
『5-3…無現実…』（ごのさん むげんじつ）は男闘呼組の7枚目のオリジナル・アルバム。1992年8月21日にBMGビクターから発売された。

## 内容
3ヶ月連続リリースアルバム最終章。「TIME」「奇跡のラピス」以外は自作曲である。
「そろそろやっか」では間奏中にコンサートさながらのバンドメンバー紹介がなされ、男闘呼組4人のみならず、サポートメンバー全員がそれぞれの演奏を披露する場面がある。
「目で見ちゃだめさ」は表記無しだが編曲がシングル版とは異なる。

## 収録曲
特記以外　編曲:OTOKOGUMI & ATSUSHI／作詞・作曲:KAZUYA
1. 今まさに その時
高橋一也ソロ
2. 旋律
作詞・作曲:KENICHI、編曲:KENICHI & HIS UNIT
岡本健一ソロ
3. 何処までも
作詞・作曲:KOYO
前田耕陽ソロ
4. TIME
作詞:KEITA、作曲:MARMALADE SKY
編曲:OTOKOGUMI & ATSUSHI & HIRAPON
成田昭次ソロ
5. 推察の最中で
作詞・作曲:KENICHI、編曲:KENICHI & HIS UNIT
岡本健一ソロ
6. HUMANITY
作詞・作曲:SHOJI
成田昭次ソロ
7. 奇跡のラピス
作曲:ATSUSHI、編曲:KAZUYA & ATSUSHI
高橋一也ソロ
8. THE FRONT
作詞:MASATO ODAKE、作曲:SHOJI
成田昭次ソロ
男闘呼組の後身バンド Rockon Social Club 名義でセルフカバーアルバム「2023」に新録で収録。（歌割り変更）
9. きっとそこから
高橋一也ソロ
10. 目で見ちゃだめさ
高橋一也ソロ
男闘呼組の後身バンド Rockon Social Club 名義でセルフカバーアルバム「2023」に新録で収録。（歌割り変更）
11. 全くもって白々しい
高橋一也ソロ
12. そろそろやっか
高橋一也ソロ
13. 静かな日本の夜
編曲:KAZUYA
高橋一也ソロ

## 参加ミュージシャン
- 前田耕陽 - ボーカル、キーボード
- 成田昭次 - ボーカル、ギター
- 高橋一也 - ボーカル、ベース
- 岡本健一 - ボーカル、ギター
  - 平山牧伸 - ドラム
  - 田中厚 - キーボード
  - 福場潤 - ギター(2,5,12)
  - KOHJI TARUI - ベース(2,5,12)
  - 本村隆充 - ドラム(2,5,12)